# Agapostemon texanus
Agapostemon texanus là một loài Hymenoptera trong họ Halictidae. Loài này được Cresson mô tả khoa học năm 1872.